# Colli di Monte Bove
Colli di Monte Bove è una frazione di circa 200 abitanti del comune di Carsoli (AQ), in Abruzzo.

## Geografia fisica

### Territorio
Il paese posto a 990 m s.l.m. sul versante occidentale del monte Guardia d'Orlando (1353 m s.l.m.), lungo la catena montuosa dei monti Carseolani, tra i territori comunali di Carsoli e Tagliacozzo. Il nucleo urbano è situato nei pressi del tracciato originario dell'antica via Tiburtina Valeria, della strada statale 5 Via Tiburtina Valeria, adeguata negli anni venti del Novecento, e del valico di monte Bove.
Colli di Monte Bove dista circa 6 chilometri dal capoluogo comunale.

## Origini del nome

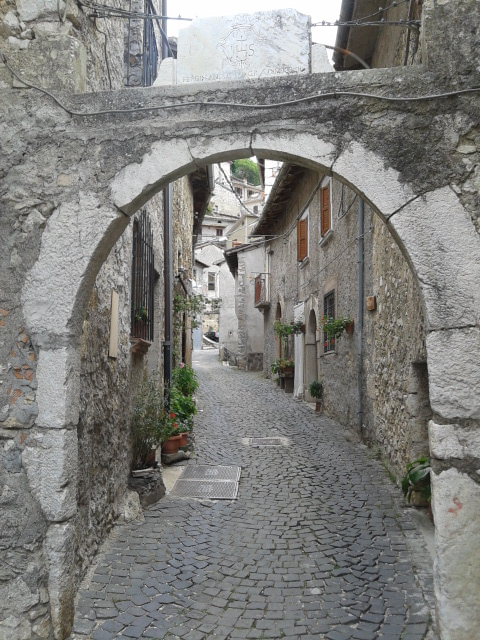
La porta del paese

Il borgo nel Medioevo veniva chiamato semplicemente Colli. Nel Catalogus baronum, redatto dai Normanni nel XII secolo, appare con il nome Collem Zippam. In seguito, solo oralmente veniva chiamato Colli Catena, toponimo associato alla dogana del passo di Colli, dove veniva tesa una catena di ferro, che inibiva il passaggio di bestiame e di mercanzie, che veniva rimossa solo dopo il pagamento della tariffa esposta su una lastra marmorea, collocata successivamente sulla porta d'ingresso del paese.
Con Regio decreto del 13 marzo 1887 acquisì il toponimo contemporaneo.

## Storia
Il borgo ebbe origine da uno del posti avanzati dell'antica colonia romana di Carsioli. Posizionato in un punto strategico, fungeva da luogo di rifornimenti e sede di dogana. Sulla traccia di un'antica via preromana, il console Marco Valerio Massimo attorno al 286 a.C. fece costruire la via Tiburtina Valeria, importante arteria che servì a collegare il versante tirrenico e romano con le regioni italiche ed adriatiche, passando per il borgo di Colli. Avvenuta la dominazione longobarda a cominciare dal 591 sotto il dominio di re Agilulfo anche questo paese, come tutta la Marsica e la Valeria, fece parte del ducato di Spoleto.
Succeduto il dominio dei Franchi, Colli passò sotto il controllo dei Berardi conti dei Marsi fino all'avvento dei Normanni che divisero la contea dei Marsi in tre settori: Albe, Celano e la contea di Carsoli, alla quale il borgo appartenne. Come nel resto della regione anche qui si ebbero ripetute scorribande dei Saraceni, finché questi non furono definitivamente sbaragliati nel 916 tra Carsoli e Colli. Si ebbero pure, verso la metà del X secolo, pesanti danni dalle invasioni dei popoli ungari, sino alla loro sconfitta, nei pressi della chiesa di Santa Maria in Cellis.
I conti dei Marsi, tra il nono e decimo secolo, vi edificarono in posizione di altura una rocca quadrata, per premunire il borgo da possibili invasioni. Qui nacque nel 1079 dalla famiglia Berardi, san Berardo, figlio del conte Berardo e della contessa Teodosia, vescovo marsicano, cardinale e protettore del paese. Il re Carlo I d'Angiò portò a stabilirsi in questi luoghi le sue genti.
Secondo alcune fonti la Durlindana, la spada del paladino Orlando, sarebbe stata ritrovata nel territorio di Colli nel corso del XIV secolo. La leggenda narra che il paladino spaccò in due la grande roccia con la propria spada e riposò nella fenditura dando origine al nome del monte Guardia d'Orlando, mentre Bovo d'Antona diede il nome al monte Bove.
Nel 1806, con l'abolizione dei privilegi feudali, Colli, che fino ad allora era comune autonomo, venne aggregato a Carsoli. Vari tentativi furono fatti per il ritorno all'autonomia comunale, il più importante nel 1921, quando la proposta di legge a firma del deputato Erminio Sipari, arrivò fino al parlamento del Regno d'Italia.
Dopo l'approvazione della Camera dei deputati, la legge non passò al Senato, a causa dello scioglimento delle camere, alla fine del governo Giolitti V. Dopo un timido tentativo fatto nel 1922, il disegno di legge per la costituzione del comune autonomo di Colli di Monte Bove decadde definitivamente. 
In epoca contemporanea durante la seconda guerra mondiale, nel 1944, il territorio subì i bombardamenti aerei degli Alleati anglo-americani mirati a bloccare all'altezza di Sante Marie, di Roccacerro e del valico del monte Bove le comunicazioni stradali e ferroviarie necessarie alla contraerea nazista.

## Monumenti e luoghi d'interesse

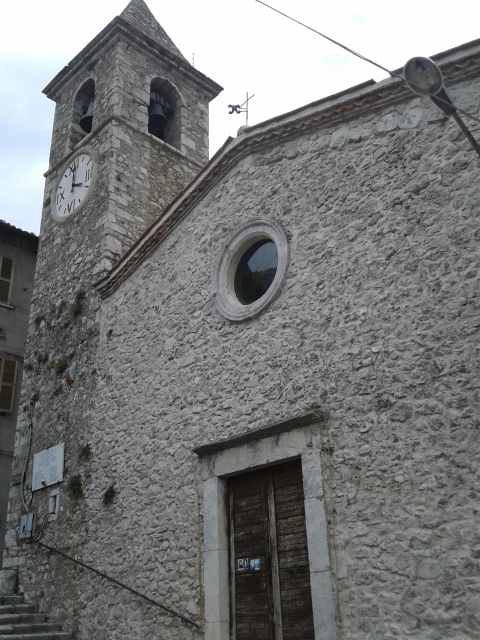
La chiesa di San Nicola

### Architetture religiose
Chiesa di San NicolaAppare citata per la prima volta nell'elenco delle decime del 1324, tasse da versare alla diocesi dei Marsi. Le opere più antiche visibili risalgono al XVI secolo. Presenta un prezioso affresco della Madonna del Rosario risalente al 1579; della stessa epoca è l'affresco dell'Immacolata Concezione. L'antica statua della Madonna dei Bisognosi era inizialmente custodita nella chiesa scomparsa di san Giovanni, edificio di culto che si trovava all'interno del castello. Gli altri tre altari, in stile barocco, racchiudono le tele della natività, delle anime sante del purgatorio e la principale, posta nell'altare maggiore, di san Nicola di Bari. La tela di san Nicola copre completamente un'antica raffigurazione della crocifissione, datata secolo XVI. Le nicchie ai lati dell'altare sono del 1739, come la nicchia che contiene la statua della Madonna dei Bisognosi; a tale immagine sacra venne attribuita la liberazione del paese dal colera del 1855. :L'organo a canne, posto in cantoria è del XVIII secolo, opera attribuita al maestro organaro Cesare Catarinozzi di Affile. Proveniente dal monastero di Santa Scolastica di Subiaco, trovò la collocazione nella chiesa di san Nicola, nei primi anni del novecento.
Grotta di Sant'AngeloDetta anche eremo di Sant'Angelo di Monte Bove, è una cavità rocciosa adattata a chiesa rupestre. Presenta intonaci e pitture murali sull'arco esterno e internamente nella cappella absidale. Il ciclo pittorico di autore ignoto è databile alla seconda metà del XIII secolo, riconducibile all'arte bizantina. L'arco esterno, completamente affrescato, raffigura al centro l'immagine della Virgo Lactans alla quale la popolazione locale è molto devota. In passato le partorienti facevano uso di una pianta, l'umbilicus rupestris, che cresceva all'interno della grotta, per favorire l'allattamento. Ai lati della vergine, sono presenti due martiri: Santa Lucia e Santa Margherita. Chiude il ciclo pittorico San Biagio da un lato (riconoscibile dalla scrittura in latino Blasius) e San Michele Arcangelo, al quale è intitolata la grotta. nel piano inferiore, vi è la raffigurazione del Cristo Pantocratore. Si narra che san Gaspare del Bufalo, rimanendo estasiato, inginocchiandosi all'ingresso esclamò: "Beati coloro che qui furono". La grotta è raggiungibile facilmente dal cimitero di Colli, percorrendo una strada sterrata.
Chiesa di San BerardoEdificio di culto dedicato a Berardo dei Marsi, santo e patrono della Marsica, nato nel castello di Colli. Presenta opere del XVII secolo, tra le quali due raffigurazioni di miracoli operati per intercessione del santo, avvenuti a Colli: la conversione di Fabrizio de Ambrosio, servitore della famiglia Colonna e il miracolo di un bambino caduto dal dirupo nei pressi della chiesa, al quale venne ridata la vita. All'interno della chiesa sarebbero accaduti degli eventi prodigiosi, testimoniati dalla popolazione. Nel 1831, un distaccamento dell'esercito del Regno di Napoli, stabilì il corpo di guardia all'interno della chiesa. Dopo aver insultato la statua di San Berardo che si ergeva sull'altare maggiore, i militari sarebbero stati messi in fuga da misteriose percosse durante la notte. Un abitante di Montesabinese, affetto da un grave tumore al braccio, avrebbe ritrovato l'uso totale dell'arto dopo averlo cosparso dell'olio della lampada votiva. Grazie all'interessamento dell'Amministrazione separata dei beni di uso civico di Colli, sono stati riscoperti diversi affreschi del XVII secolo. La chiesa presenta altre opere minori. La tela di Santa Lucia e la tela raffigurante i tre apostoli Giacomo, Pietro e Paolo, opera del pittore Luigi Giannantonj di Tagliacozzo. Dello stesso autore è l'antico stendardo della confraternita di San Berardo, datato 1859. La confraternita di San Berardo di Colli è nata ufficialmente l'8 dicembre 1857, ma è presente in paese da molto tempo prima, occupandosi anche della manutenzione della chiesa. Nel 1884, per salvare l'altare maggiore dall'umidità venne creata la sagrestia a forma di ferro di cavallo.
Chiesa della Madonna della SperanzaFatta edificare dalla famiglia Panegrossi nella parte alta del paese nel 1836. La famiglia di origini romane si stabilì a Colli tra la fine del XVII secolo e l'inizio del XVIII secolo e per circa 200 anni, fu importante per la vita economica e sociale del borgo. Tra i componenti di spicco, si ricordano: don Paolo Panegrossi, arciprete di Colli nell'Ottocento e Giuseppe Panegrossi, neuropatologo di fama mondiale, medico personale della regina Elena di Savoia.
Chiesa di Sant'Antonio AbateVoluta con ogni probabilità dai Colonna, la chiesa sovrasta piazza Palazzo dove vi è la fontana a muro secentesca, composta da pietre sperone lavorate a squadro, con quattro lesene verticali decorative. Al centro del muro è collocato lo stemma della famiglia Colonna. Dalle tre cannelle con teste marmoree leonine, sgorga l'acqua nella vasca abbeveratoio sottostante. Rimasta in stato di abbandono per diversi anni, la fontana è stata recuperata interamente nel 2023, grazie al finanziamento dell'Amministrazione separata dei beni di uso civico. Di fronte alla fontana vi è il portale dell'antico palazzo Colonna.
- Chiesa di San Rocco, che presenta un affresco raffigurante San Paolo, San Rocco, San Domenico da Guzman e Sant'Antonio di Padova.
- Chiesette di San Vincenzo (nota localmente anche con il titolo della Madonna delle Rose) e di Santa Maria della Presentazione (detta comunemente "chiesetta di Santa Martellecchia"), situate lungo la via Tiburtina Valeria tra Carsoli e Colli[16][17].

### Architetture militari
Il castello dei conti dei Marsi, fu edificato tra il X e l'XI secolo, dalla famiglia di origine franca, discendente da Carlo Magno, che si stabilì in queste zone a partire dal 926, grazie al capostipite Berardo "il Francisco", che accompagnò re Ugo di Provenza, nella sua discesa in Italia. Il castello-recinto conteneva la residenza dei conti marsicani e la chiesa di San Giovanni Battista, oltre ad altre costruzioni. Dopo i conti dei Marsi, il castello fu di proprietà degli Orsini, in seguito a diverse dispute contro Francesco De Ponte, che deteneva la fortezza in modo illegale. Con l'avvento dei Colonna, nel 1497, il castello venne progressivamente abbandonato. La famiglia di origini romane costruì la propria residenza nella parte bassa del paese, lungo la via Valeria (nel tratto successivamente ridenominato via Trento). Il palazzo Colonna, di cui rimane solo l'antico portale, insieme alla fonte monumentale che presenta lo stemma della famiglia e alla chiesa di sant'Antonio Abate. Con l'abbandono del castello, venne abbandonata la chiesa di San Giovanni Battista, soppressa nel 1814. Intanto, nel 1739, la statua lignea della Madonna dei Bisognosi situata nella chiesa del castello, trovò la collocazione nella chiesa parrocchiale di san Nicola. Le costruzioni all'interno del castello vennero definitivamente distrutte nel 1820, quando 200 carbonari si rifugiarono dentro l'antica fortezza per contrastare l'avanzata dell'esercito austriaco. Della struttura militare, circondata da una pineta, rimangono visibili le mura di cinta e la torre centrale.

### Monumenti
Dogana del passo di ColliNei pressi di piazza Palazzo vi è un arco in conci di pietra sormontato da una lapide in marmo di Carrara che riporta le tariffe per l'attraversamento del passo di Colli, come notifica di legge sotto la reggenza di Ferdinando IV di Borbone. Le lettere del tariffario sono scolpite sul marmo; il carattere usato è riconducibile alla prima metà del Settecento. il lato ovest del tariffario riporta il nome del sovrano con la data in numeri romani errata (MDCCLIL al posto del corretto MDCCLIX, 1759, anno di inizio reggenza di Ferdinando IV). Il primo rigo del lato opposto riporta la dicitura "CAROLUS DEI GRATIA REX" riferito probabilmente a Carlo III di Borbone. In seguito è scritto il nome di Filippo II Colonna con tutti i suoi titoli e le sue onorificenze; il duca Filippo era il custode dei benefici del passo di Colli. Di seguito sono scritte le tariffe imposte dalla Regia Camera per l'attraversamento del passo di Colli, indicate in grani e carlini, monete del Regno di Napoli. I vetturali che trasportavano merci dovevano attenersi a tali tariffe; dopo il pagamento veniva rimossa una pesante catena di ferro che sbarrava la via Valeria. A causa di quest'obbligo il paese era noto con il nome di "Colli Catena". La sede degli uffici doganali si trovavano probabilmente nell'arco denominato "Arco 'e 'Ndreone", una struttura posta a cavalcavia della via Valeria, composta da archi a tutto sesto, un'osteria e una finestra di difesa. Con una prammatica del 16 aprile 1792, re Ferdinando IV abolì i diritti di passo e la catena a Colli non venne più tesa.

### Siti archeologici

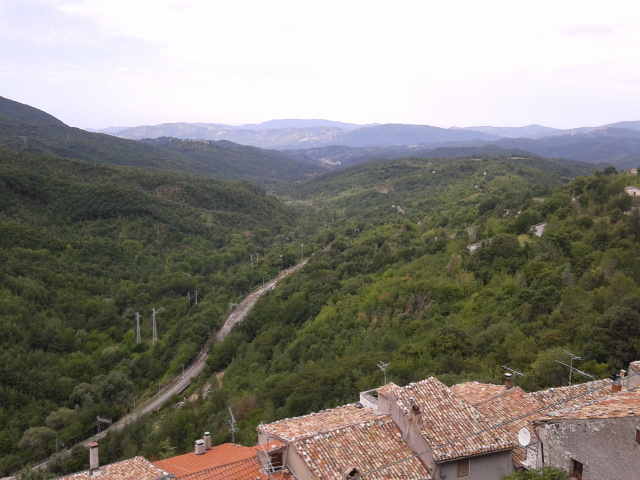
Veduta dei monti Carseolani da Colli

Le aree d'interesse archeologico sono situate nei pressi dei resti della torre dell'antico castello di Colli e dell'area adiacente alla via Valeria compresa tra le località di Santa Lucia e Fontevecchia. In questo luogo chiamato "Ara della Trebbia" sono visibili massi imponenti di sostruzione, del III secolo a.C. A circa due chilometri da Colli una colonna miliare sarebbe stata asportata da un tratto della via Tiburtina Valeria e successivamente posizionata davanti alla chiesa di Santa Maria delle Grazie a Sorbo di Tagliacozzo. Un'altra colonna miliare che si trovava lungo il tratto stradale Colli-Roccacerro, è collocata nell'atrio del palazzo comunale di Tagliacozzo.
L'antica Via Valeria venne distrutta nel 1806, per ordine del governo borbonico, per contrastare l'avanzata francese. Dei poderosi muri che erano ancora ben visibili nel territorio di Colli, rimangono solo poche tracce.

### Aree naturali
Grotta del SecchioLa cavità, situata sul monte Guardia d'Orlando, è costituita da due rami, quello principale e quello del laminatoio. Entrambi presentano concrezionamenti calcitici e stalattiti.
- Fiume Turano.
- Monte Bove.
- Sella di Tremonti.

## Società

### Tradizioni e folclore
La festa del patrono di Colli di Monte Bove, San Berardo, si tiene il 1º maggio. Il 3 novembre in occasione delle commemorazioni della morte del santo patrono i fedeli di Pescina, città che custodisce le spoglie del santo, si recano in pellegrinaggio a Colli di Monte Bove.

## Infrastrutture e trasporti

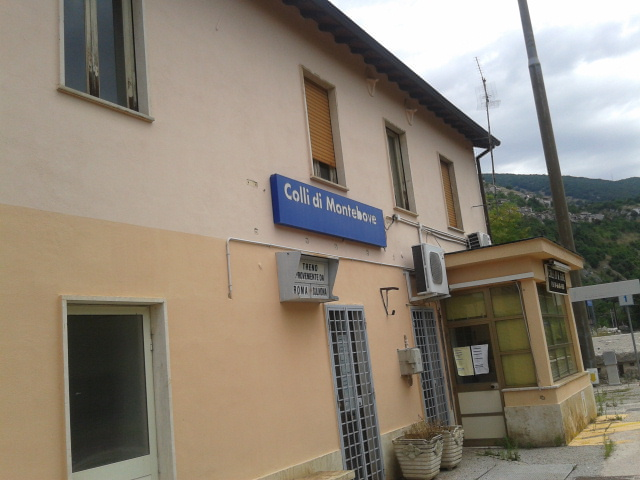
La piccola stazione di Colli di Monte Bove

### Strade
La via Tiburtina Valeria collega Tagliacozzo a Carsoli attraversando il territorio di Colli di Monte Bove. L'arteria svalica il monte Bove (1346 m s.l.m.) nei pressi del bivio per Marsia.

### Ferrovie
La ferrovia Roma-Pescara serve la frazione attraverso l'omonimo scalo ferroviario.